# Carl and the Passions - "So Tough"
| Recensione                    | Giudizio |
| ----------------------------- | -------- |
| AllMusic                      | [ 1 ]    |
| Blender                       | [ 2 ]    |
| Christgau's Record Guide      | C+       |
| Encyclopedia of Popular Music | [ 4 ]    |
| MusicHound                    | 3/5      |
| The Rolling Stone Album Guide | [ 6 ]    |
| Piero Scaruffi                | 4/10     |

Carl and the Passions - "So Tough" è il diciottesimo album in studio del gruppo musicale statunitense The Beach Boys, registrato presso i Brother Studio di Los Angeles tra il dicembre 1971 e aprile 1972, pubblicato il successivo 15 maggio.
Le note di copertina recitano che il disco è stato prodotto da tutti i membri del gruppo, inclusi i neo arrivati Ricky Fataar (futuro membro del gruppo parodia dei Beatles "The Rutles") e Blondie Chaplin, ma soprattutto da Carl Wilson.

## Descrizione
Nel 1971 Carl Wilson, all'epoca il leader musicale del gruppo dopo la defezione di Brian Wilson per motivi di salute, decise di "irrobustire" la formazione dei Beach Boys assumendo un terzo chitarrista, Blondie Chaplin, il cui stile di canto influenzato dal soul apportò un forte elemento R&B alle sonorità della band. Anche il batterista e cantautore Ricky Fataar entrò a far parte del gruppo in questo periodo, dato che Dennis Wilson aveva riportato un debilitante infortunio a una mano. Entrambi sudafricani, Blondie e Ricky furono scoperti da Carl mentre questi suonavano nell'influente gruppo musicale sudafricano The Flames a Londra, circa nel 1969.
Non molto tempo dopo l'inizio delle sessioni, Bruce Johnston ebbe un diverbio con il manager della band Jack Rieley e lasciò il gruppo. Esistono versioni contrastanti sulla dipartita di Johnston, non è ben chiaro se sia andato via di sua spontanea volontà oppure se sia stato licenziato. Secondo lo stesso Johnston, egli decise di andarsene perché in disaccordo con la svolta stilistica suggerita da Rieley, affinché i Beach Boys adottassero un approccio hard rock ed inoltre sentiva che la prolungata assenza di Brian Wilson avrebbe condotto a un inevitabile declino artistico della band. Tuttavia, Rieley afferma invece di aver licenziato Johnston, a causa del presunto disprezzo che aveva dimostrato nei confronti di Brian Wilson e dei suoi problemi di depressione. Il principale contributo compositivo di Johnston, una versione preliminare di Endless Harmony intitolata Ten Years of Harmony, fu re-incisa in seguito per l'album Keepin' the Summer Alive del 1980. Johnston disse che il suo unico contributo musicale a Carl and the Passions - "So Tough" furono i cori di sottofondo nella canzone Marcella.
L'album ha raggiunto il 47º posto nella classifica negli Stati Uniti e il 25º posto nel Regno Unito.
Le edizioni successive hanno visto anche leggere modifiche alla copertina, dove è stata aggiunta in bianco e a grossi caratteri la scritta Beach Boys che nell'edizione originale non compariva.
Normalmente indicato dalla critica come uno dei prodotti più deboli del gruppo, Carl and the Passions - "So Tough" è uno dei dischi preferiti da Elton John.

## Tracce
1. You Need A Mess of Help To Stand Alone (Brian Wilson/Jack Rieley) - 3:27
2. Here She Comes (Ricky Fataar/Blondie Chaplin) - 5:10
3. He Come Down (Brian Wilson/Al Jardine/Mike Love) - 4:41
4. Marcella (Brian Wilson/Tandyn Almer/Jack Rieley) - 3:54
5. Hold On Dear Brother (Ricky Fataar/Blondie Chaplin) - 4:43
6. Make It Good (Dennis Wilson/Daryl Dragon) - 2:36
7. All This Is That (Alan Jardine/Carl Wilson/Mike Love) - 4:00
8. Cuddle Up (Dennis Wilson/Daryl Dragon) - 5:30

## Formazione
The Beach Boys
- Blondie Chaplin – voce; basso in Here She Comes e All This Is That.[9][10]
- Ricky Fataar – voce; batteria; slide guitar; produzione di Here She Comes e Hold On Dear Brother.
- Al Jardine – voce; produzione in He Come Down e All This Is That.
- Mike Love – voce
- Brian Wilson – voce in Marcella, He Come Down, e You Need a Mess of Help to Stand Alone[11]; piano in He Come Down[12]; produzione in You Need a Mess of Help to Stand Alone.
- Carl Wilson – voce; chitarra; basso; tastiere; chitarra acustica in Cuddle Up,[10] produzione in He Come Down, Marcella, e All This Is That.
- Dennis Wilson – vocale; pianoforte in Cuddle Up,[10] produzione in Make It Good e Cuddle Up.
- Bruce Johnston — cori in Marcella[13]

Musicisti aggiuntivi
- Daryl Dragon – organo Hammond, tack piano, campana, cetra da tavolo; piano in Cuddle Up,[10] arrangiamento fiati e archi in Make It Good e Cuddle Up,[10] direzione musicale in Make It Good e Cuddle Up.[10]
- Tony Martin – steel guitar in Marcella.[14]
- Red Rhodes – pedal steel guitar in Hold On Dear Brother.[10]
- Doug Dillard – banjo in You Need a Mess of Help to Stand Alone.[10]
- Gordon Marron – violino in You Need a Mess of Help to Stand Alone.[10]
- Alex Del Zoppo — piano in Here She Comes e Hold On Dear Brother.[15]
- Stephens La Fever – basso in Make It Good e Cuddle Up.[10]
- Frank Capp – timpani in Make It Good e Cuddle Up.[10]